# Hit Team
 (septembre 2022).
Si vous disposez d'ouvrages ou d'articles de référence ou si vous connaissez des sites web de qualité traitant du thème abordé ici, merci de compléter l'article en donnant les références utiles à sa vérifiabilité et en les liant à la section « Notes et références ».
Hit Team (titre original : Chung chong ging chaat) est un film hongkongais réalisé par Dante Lam, sorti en 2001.